# روبوک
شهر روبوک (به فرانسوی: Rebecq) در شهرستان نیول  در استان اوئلون بربان  در منطقه فدرال والوون در کشور بلژیک واقع شده‌است.